# Аеродром Јереван
Међународни аеродром Звартноц (јер.: Զվարթնոց միջազգային օդանավակայան, енг.: Zvartnots International Airport)  (IATA: EVN, ICAO: UDYZ) је аеродром града Јереван у Јерменији и главни међународни аеродром Јерменије. 

## Положај
Аеродром је се налази у близини града Звартноц, 15 км западно од Јеревана, главног града Јерменије.

## Приступ аеродрому
Постоји редовна аутобуска веза (аутобуска линија бр.201 јавног превоза) од аеродрома до града, а такси служба је доступна и на аеродромском терминалу. 